# Kupatilo
Kupatilo se nalazi u svakom stanu ili kući, a služi za održavanje lične higijene čoveka. Kupatilo je prostorija, u domu, koja se koristi svakodnevno. U današnje vreme, postoji puno izbora za izgled iste. Pločice koje se stavljaju u kupatilo su, danas, raznih oblika, boja i materijala. Danas se može birati dizajn kupatila. U sklopu svakog kupatila, može se nalaziti i toalet, ali i ne mora. Oni mogu biti odvojeni. U kupatilu se nalaze kupatilski nameštaj, ogledalo, tuš kabina ili kada, umivaonik i bide, iako nije nužan. U današnje vreme kupatila su najčešće mala, pa je tuš kabina najbolje rešenje da se dobije više prostora.

## Kupaonički ormarići
Kupaonički ormarići su sastavni deo većine današnjih kupaoničkih prostora. Najčešće su manje veličine, kako bi stali u većinu kupaonica, iako mogu biti i veći. Sastoje se od vrata ormarića i polica. Različitog su dizajna, oblika i različitih boja. Na policama se drže peškiri za upotrebu nakon tuširanja i pranja. Na police u kupaoničke ormariće se otpremaju i dezinfekciona sredstva za održavanje higijene u kupaonici.

## Tuš kabine
Tuš kabine mogu biti različitih oblika i mogu biti napravljene od različitih materijala. Svrha tuš kabina je održavanje čistoće čovekovog tela. Mogu biti veće i manje, za dve osobe ili jednu osobu. Bolji su izbor od obične kade. Praktične su i zauzimaju manje prostora. 
Prvi poznati mehanički tuš, kojim upravlja ručna pumpa, patentirao je Vilijam Fitam u Engleskoj 1767. godine. Njegova naprava za tuširanje koristila je pumpu kako bi vodu pritiskala u posudu iznad glave korisnika, a zatim bi se povukao lanac koji oslobađa vodu iz posude koja je ličila na današnju verziju lavaboa. Iako je sistem izostavio rad sluge oko punjenja i izlivanja kanti vode, tuševi nisu uspeli da privuku pažnju imućnih porodica jer nije bio dostupan način za dovođenje tople vode kroz sistem. Takođe, ovaj koncept je imao i ekološku svrhu, reciklirao je prljavu vodu tokom svakog ciklusa. 

## Ogledalo u kupaonici
Ogledalo je još jedan deo kupaoničkog nameštaja. Ono se najčešće nalazi iznad umivaonika. Ogledalo u kupaonicama često ima dva ormarića sa leve i desne strane, koji služe za odlaganje potrepština. Takođe, ono može da ima policu, koja služi za žensku šminku. 

## Umivaonik
Umivaonik ima svakodnevnu upotrebu. U umivaoniku se peru ruke, zubi, te se umiva. Održavanje umivaonika, kao i celog kupatila je bitno zbog čistoće i higijene čoveka. Kao što ima raznih oblika tuš kabina, ima raznih oblika i umivaonika. Neki umivaonici su poduprti nogama, dok su drugi ugrađeni u kupaonički ormarić. U današnje vreme postoji veliki izbor umivaonika s nogama. Visina umivaonika se može podesiti pomoću platformi. Osim umivaonika s nogama postoje i umivaonici koji su zidni. Ovo je najpraktičnija vrsta umivaonika, jer zauzimaju najmanje prostora. Oni sadrže pregradu koja ih drži na visini. Pregrada na zidnim umivaonicima je jaka i može podneti velike pritiske. Kod odabira umivaonika ocenjuje se veličina prostorije, ako je prostorija manje veličine, podesniji je zidni umivaonik, jer on ostavlja puno prostora pod sobom, gde se može odložiti neki drugi komad kupaoničkog nameštaja. U velikim kupatilima najčešće kupuju umivaonici sa ormarićem, jer su veliki, prostrani i sadrže ormarić, u koji se mogu složiti razna sredstva za čišćenje i druge kupaoničke potrepštine. Ako je ormarić ispod umivaonika napravljen od prirodnog drveta, neophodno je da se podmazuje s vremena na vreme, kako bi se drvo očuvalo od kamenca, vlage i drugih nepovoljnih uslova u kupaonici. Takav umivaonik se ne postavlja pokraj grejalica. Umivaonici koji su od mramora otporniju su od drugih. Čiste se i tretiraju samo vlažnom krpom za čišćenje. Umivaonik se sastoji od više delova, koji su: armatura, ugaoni ventil, cevi sifona, stojeće postolje, posuda za pranje, postolje za postavljanje umivaonika itd.

## Bide
Bide nije nužno imati u kupaonici. Bide je poput posude na koju se sedne. On je sve češća pojava u kupaonicama, praktičan je. Na bideu se peru noge i genitalije. Postavljanje bidea može biti izvršeno dva načina. Postavlja se na tlo ili na zid. Bide služi za svakodnevno održavanje higijene tela. Bide je neophodno čistiti sredstvima za čišćenje i dezinfekciju. Može biti izrađen od različitih materijala, kao što su porculan, plastika i keramika. 

## Toalet
Toalet može, i ne mora biti sastavni deo kupaonskog prostora. Najstariji toalet star je oko 4000 godina. Tada se nisu koristili vodokotlići, nego se voda sipala iz kante, i tako se praznio toalet. Nekada se nije koristio toalet papir, nego lišće. Danas postoji mnogo različitih vrsta toaleta. Oni se razlikuju po boji, dizajnu, veličini itd. Svaki toalet danas ima vodokotlić, u kojem se nalazi voda, koja služi za odvođenje fekalija kroz kanalizacijske cevi. 

## Istorija
Prvi zapisi o upotrebi kupatila datiraju još od 3000. godine pne. U to vreme voda je imala snažnu religijsku vrednost. Smatrala se elementom za pročišćavanje tela i duše, pa nije bilo neuobičajeno da se od ljudi očekuje da se očiste pre ulaska u sveto područje. Kupatila se evidentana kao deo seoskog ili gradskog života tokom ovog perioda, sa podelom između parnih kupatila u Evropi i Americi, i hladnih kupatila u Aziji. Komunalna kupatila su podignuta u izrazito odvojenom prostoru u odnosu na stambene četvrti sela.
Gotovo sve od stotina eskaviranih kuća imale su vlastite prostorije za kupanje. Generalno locirano u prizemlju, kupatila su pravljena od opeke, ponekad s okolnim rubnim delom za sedenje. Voda je oticala kroz rupu u podu, niz udubljenja ili keramičke cevi u zidovima, u gradski odvodni sistem. Čak i probirljivi Egipćani su retko imali posebna kupatila.

### Grčka i rimska kupatila
Rimski stavovi prema kupanju su dobro dokumentovani; oni su gradili velika termalna kupatila (thermae, što ukazuje ne samo važan društveni razvoj, već i javni izvor relaksacije i odmora. To je bilo mesto gde su se ljudi mogli sastati kako bi razgovarali dnevnim događajima i uživali u zabavi. Tokom ovog perioda postojala je razlika između privatnih i javnih kupatila, pri čemu su mnoge bogate porodice imale sopstvena termalna kupatila u svojim kućama. Uprkos tome, i dalje su korištena javna kupatila, što ukazuje na vrednost koju su ona imala kao javna institucija. Snaga Rimskog carstva je bila očevidna u tom pogledu; uvoz iz celog sveta omogućio je rimskim građanima da uživaju u kozmetičim mastima, tamjanima, češljevima i ogledalima. Delimično rekonstruisane ruševine se i danas mogu videti, na primer u Terma u Batu u Engleskoj, u to vreme delu Rimske Britanije.

## Galerija
- Kupatilo sa dva dva umivaonika i kadom, u hotelu
- Kupatilo za privatnu kuće
- Kupatilo iz ranog 20. veka u Engleskoj
- Novi dizajn kupatila

## Literatura
- Rybczynski, Witold (1987). Home: A Short History of An Idea. London: Penguin. стр. 56. ISBN 978-0-14-010231-4.
- Б. Н. Несторовић (1952). Стамбене зграде. Београд.
- Iyyer, Chaitanya (2009). Land Management: Challenges and Strategies (First изд.). Global India Publications Pvt Ltd. ISBN 978-9380228488.
- Wellings, Fred (15. 4. 2008). British Housebuilders: History and Analysis. John Wiley & Sons. ISBN 978-1-4051-7165-6.
- Nguyen, Anh-Tuan; Reiter, Sigrid; Rigo, Philippe (1. 1. 2014). „A review on simulation-based optimization methods applied to building performance analysis”. Applied Energy. 113: 1043—1058. ISSN 0306-2619. doi:10.1016/j.apenergy.2013.08.061.
- Balaras, C.A.; Argiriou, A.A. (1. 2. 2002). „Infrared thermography for building diagnostics”. Energy and Buildings. 34 (2): 171—183. ISSN 0378-7788. doi:10.1016/s0378-7788(01)00105-0.
- Fisk, W. J.; Lei-Gomez, Q.; Mendell, M. J. (25. 7. 2007). „Meta-analyses of the associations of respiratory health effects with dampness and mold in homes”. Indoor Air (на језику: енглески). 17 (4): 284—296. ISSN 0905-6947. PMID 17661925. S2CID 21733433. doi:10.1111/j.1600-0668.2007.00475.x.
- Brager, Gail S.; de Dear, Richard J. (1. 2. 1998). „Thermal adaptation in the built environment: a literature review”. Energy and Buildings. 27 (1): 83—96. ISSN 0378-7788. S2CID 114893272. doi:10.1016/s0378-7788(97)00053-4.
- Leslie, R.P. (1. 2. 2003). „Capturing the daylight dividend in buildings: why and how?”. Building and Environment. 38 (2): 381—385. ISSN 0360-1323. doi:10.1016/s0360-1323(02)00118-x.
- "Mixed use development, practice and potential", Department for Communities and Local Government, UK Government
- Dovey, Kim; Pafka, Elek (2017). „What is functional mix? An assemblage approach”. Planning Theory & Practice. 18 (2): 249—267. S2CID 151325801. doi:10.1080/14649357.2017.1281996. hdl:11343/230637.
- Bhatta, Basudeb (15. 4. 2010). Analysis of Urban Growth and Sprawl from Remote Sensing Data. Advances in Geographic Information Science. Springer. ISBN 978-3-642-05298-9.
- „Affordable Housing: Issues, Principles and Policy Options.” (PDF). Canberra, Australia: Australian Council of Trade Unions. јул 2007. Архивирано из оригинала (PDF) 26. 5. 2012. г. Приступљено 8. 12. 2011.
- Hulchanski, J. David (октобар 1995). „The Concept of Housing Affordability: Six Contemporary Uses of the Expenditure to Income Ratio” (PDF). Housing Studies. 10 (4). doi:10.1080/02673039508720833. Архивирано из оригинала (PDF) 27. 04. 2012. г. Приступљено 8. 12. 2011.
- Luffman, Jacqueline (2006). „Measuring housing affordability”. 7 (11). Statistics Canada.
- Boeing, G.; Waddell, P. (2016). „New Insights into Rental Housing Markets across the United States: Web Scraping and Analyzing Craigslist Rental Listings”. Journal of Planning Education and Research. 37 (739456X16664789): 457—476. S2CID 67804678. arXiv:1605.05397 . doi:10.1177/0739456X16664789. Приступљено 27. 8. 2017.
- Tilly, Chris (2. 11. 2005). „10”. The Economic Environment of Housing: Income Inequality and Insecurity (PDF). Архивирано из оригинала (PDF) 7. 4. 2012. г. Приступљено 16. 12. 2011.
- „How to install a metal roof ridge cap”. American Building Components. Архивирано из оригинала 08. 03. 2023. г. Приступљено 26. 12. 2018.
- Plumridge, Jo (18. 1. 2022). „The best mattress toppers 2022: supreme sleep comfort is here”. TechRadar (на језику: енглески).

## Spoljašnje veze
- Directory of gender neutral toilets
- Searchable database of family restroom locations
- Queens University – Gender Neutral Washroom Policy
- Canada.com – A revo-loo-tion on the UBC campus